# Edificio Fórum

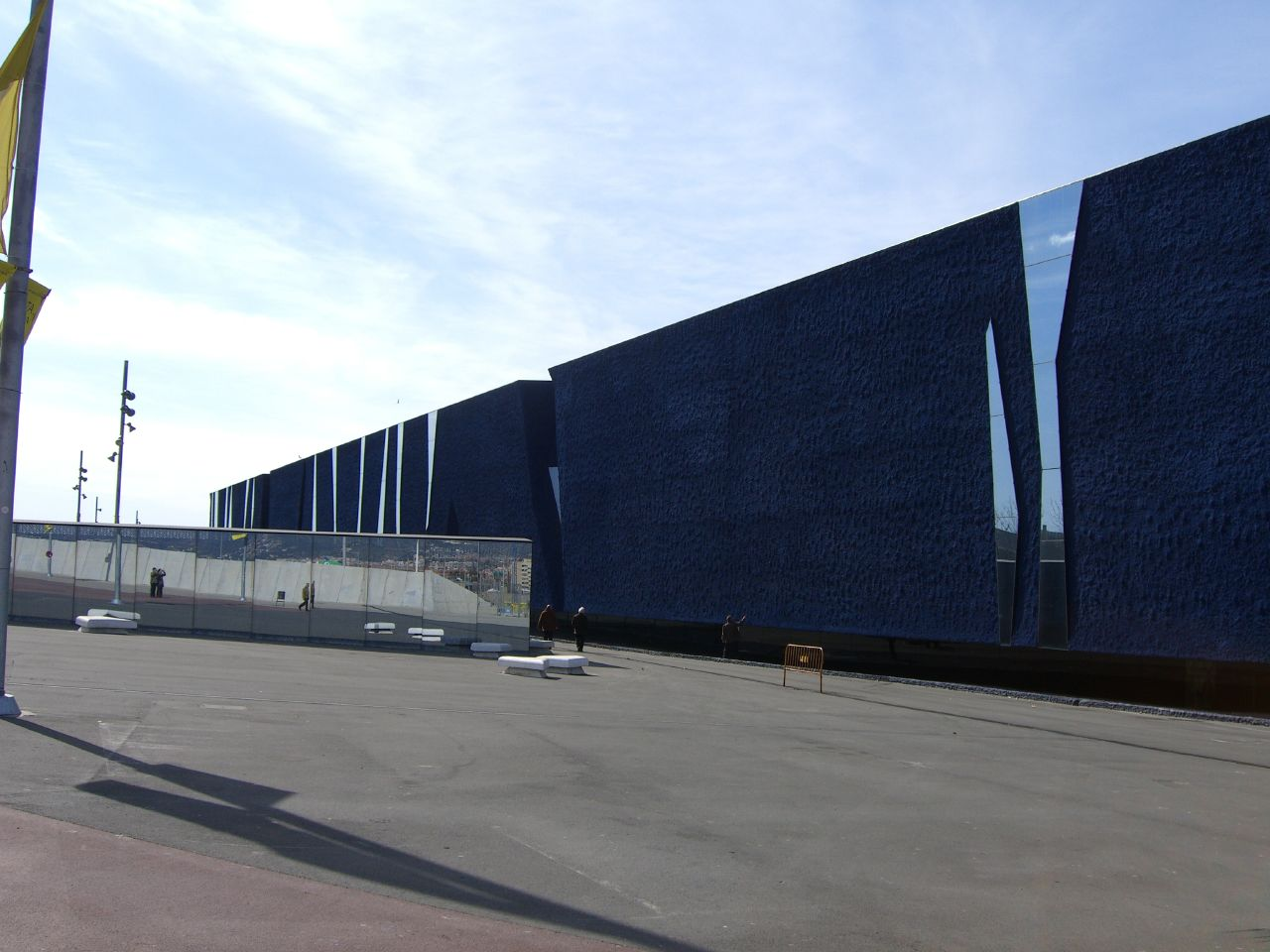
Vértice del Edificio Fórum

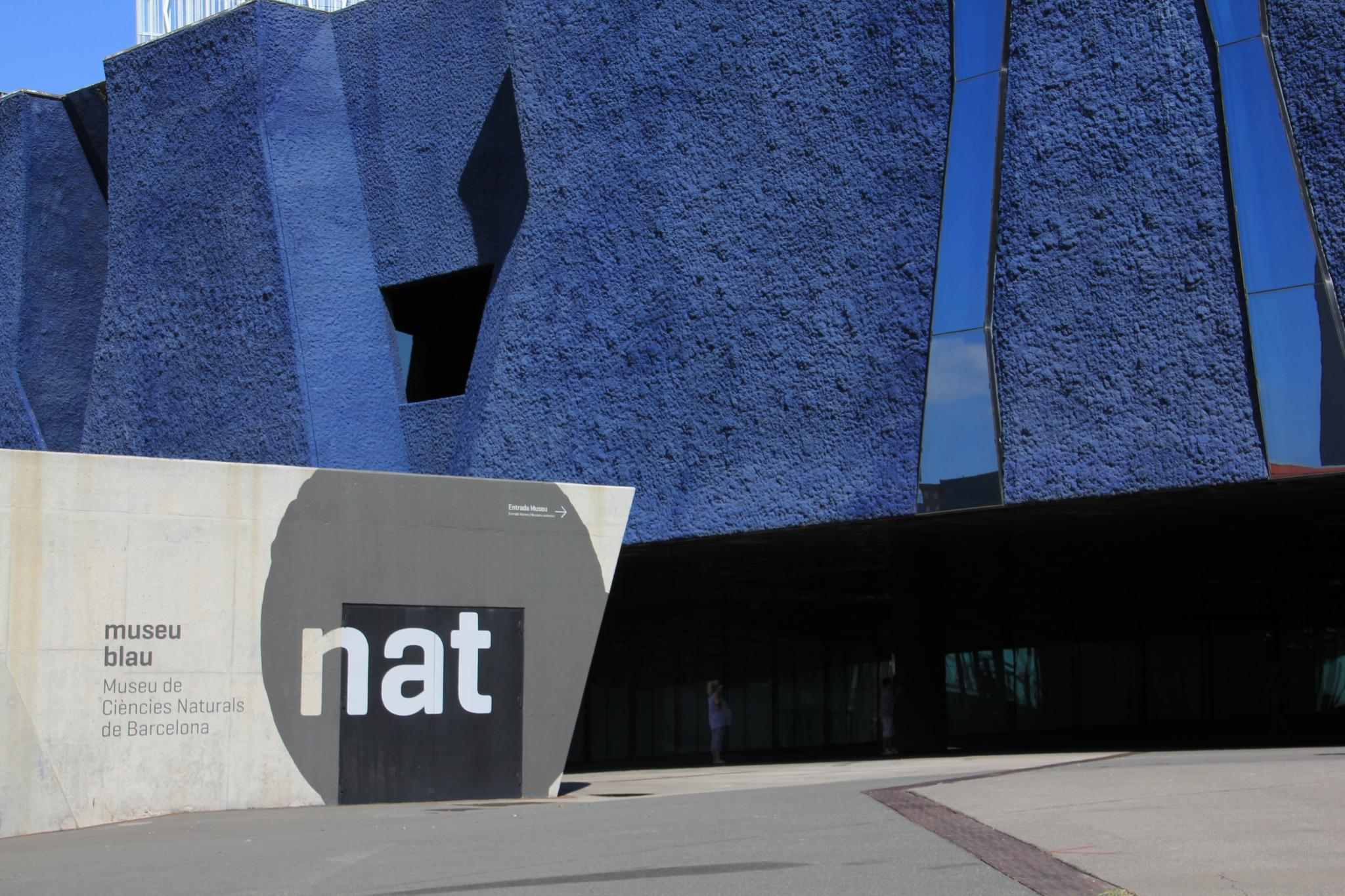
Museo de Ciencias Naturales de Barcelona

El Edificio Fórum es una construcción singular de Barcelona ubicada en el parque del Fórum, zona donde se celebró el Fórum Universal de las Culturas en el año 2004 y que tuvo este edificio como uno de sus espacios más emblemáticos. Fue diseñado por los arquitectos suizos Jacques Herzog y Pierre de Meuron. Se sitúa en el inicio de la avenida Diagonal de Barcelona, junto al barrio de El Besós y el Maresme. Desde el mes de marzo de 2011 acoge el Museo de Ciencias Naturales de Barcelona. Este había sido inaugurado con el nombre de Museu Blau  («Museo Azul»), pero en 2017 fue rebautizado en Museu de Ciències Naturals de Barcelona («Museo de Ciencias Naturales de Barcelona»).

## El edificio
El edificio es una prisma cuya base es un triángulo equilátero de 180 metros de lado y 25 de altura. El techo del edificio contiene una pequeña piscina de escasa profundidad que se utiliza de aislante térmico. Su fachada rugosa de color azul añil se encuentra atravesada por diversas franjas de vidrio que recuerdan agua derramándose del techo. El edificio queda suspendido en el aire mediante 17 puntos de apoyo, creando así un espacio cubierto de uso público a nivel de calle. La planta se encuentra perforada por múltiples claraboyas que atraviesan el edificio en su verticalidad.
Durante el Fórum, se celebraron conferencias múltiples, así como la parte protocolaria de las ceremonias de inauguración y clausura, y acogió varias exposiciones. Las gradas del auditorio fueron construidas en un material poco utilizado en pavimentación, la madera, sobre la cual se aplicó un pavimento de terrazo continuo de color negro a base de resinas epoxídicas y áridos de mármol, de la empresa Pavindus, establecida en Barcelona hace 25 años. La Rambla que llega hasta el auditorio fue construida por la misma empresa, en este caso, en color blanco.
Dispone de un auditorio subterráneo de 3200 plazas y de una sala de exposiciones de 5000 m². Un paseo, también subterráneo, conecta este edificio con el Centro de Convenciones Internacional de Barcelona.